# Mifune Kyūzō
Mifune Kyūzō (japanisch 三船 久蔵; geboren 21. April 1883 in der Präfektur Iwate; gestorben 27. Januar 1965 in Tokio) war ein japanischer Judoka.

## Leben und Wirken
Mifune Kyūzō brach sein Studium an der Keiō-Universität ab und widmete sich dem Judo-Sport. Er wurde 1903 in der Ausbildungsstätte  Kōdōkan (講道館) aufgenommen. Ab 1923 wirkte er als Ausbilder im 7. Dan und erreichte 1945 den höchsten Rang des 10. Dan. Obwohl er mit einer Größe von 159 cm und einem Gewicht von 63 kg (auf seinem Höhepunkt) klein war, überwand er seine körperlichen Nachteile, indem er mehr als sieben Stunden am Tag intensiv übte und sich fleißig Techniken aneignete.
Zu den von ihm entwickelten Techniken gehören „Ōkuruma“ (大車), „Sumiotoshi“ (隅落) und „Kyusha“, (球車), aber „Sumi Gaeshi“ (隅返), allgemein bekannt als „Karake nag“ (空気投げ) – „Luftwurf“, war vor allem eine Technik, bei der er seinen Gegner mit exquisitem Timing warf. Er wurde hoch gelobt als Verkörperung des Geistes des Judo, der darin besteht, „Steifheit durch Sanftheit zu überwinden“. Bis zu seinen späteren Jahren war er aktiv in der praktischen Anleitung und Demonstration von Würfen tätig und trug so zur Verbreitung des Judo bei.
1961 wurde Mifune als Person mit besonderen kulturellen Verdiensten geehrt.